# Firth (Idaho)
Firth è una città degli Stati Uniti d'America, situata nello Stato dell'Idaho e in particolare nella Contea di Bingham.